# Curt O. Schaller
Curt Oswald Schaller (nascido em 22 de junho de 1964 em Munique) é um diretor de fotografia e operador de Steadicam alemão. Foi o desenvolvedor e designer dos sistemas de estabilização de câmeras da ARRI. Em 2025, recebeu um Óscar pelo conceito, design e desenvolvimento do sistema Trinity-2.

## Biografia
Em 1984, Schaller iniciou a sua formação como assistente de câmara e, mais tarde, como operador de câmara nos Bavaria Film and Television Studios.
Após a formação, trabalhou inicialmente como videógrafo de estúdio até se especializar em documentários estrangeiros no início da década de 1990. A partir de meados da década de 1990, Curt O. Schaller trabalhou como videógrafo em produções seriadas e como operador de Steadicam em séries de TV, filmes, programas e documentários.
No final da década de 1990, Schaller, aproveitando a sua experiência como operador de câmara e operador de Steadicam, começou a desenvolver os seus próprios sistemas de estabilização de câmaras, que evoluíram para a série Artemis, da Sachtler / Vitec Videocom, em 2001. A série Artemis, que desenvolveu, foi o primeiro sistema modular de estabilização de câmaras do mundo quando foi lançada na NAB Show de 2001, em Las Vegas. Além disso, os sistemas Artemis HD foram os primeiros sistemas de estabilização de câmaras Full HD do mundo na época.
Em 2015, Curt O. Schaller desenvolveu o sistema (artemis) Trinity em conjunto com Roman Foltyn, um engenheiro doutorado. Foi o primeiro sistema de estabilização de câmaras do mundo a combinar um sistema de estabilização mecânica com um sistema eletrónico.
Em abril de 2016, transferiu todo o seu portefólio de produtos Artemis da Sachtler/Vitec Videocom para a ARRI, onde irá conduzir o desenvolvimento dos sistemas (artemis) Trinity como gestor de produto para sistemas de estabilização de câmaras.
Em 2025, Curt O. Schaller recebeu o Academy Scientific and Engineering Award pelo conceito, design e desenvolvimento do sistema Trinity-2.
Além disso, desde 1998 que também trabalha como orador na formação de operadores de Steadicam em todo o mundo.

## Sistemas de estabilização de câmaras
- ARRI ARTEMIS 2
- ARRI TRINITY 2

## Prêmios
- 2016: Cine Gear Expo Technical Award pelo desenvolvimento do sistema de estabilização de câmaras ARRI (artemis) Trinity
- 2016: cinecAward pelo desenvolvimento do sistema de estabilização de câmaras ARRI (artemis) Trinity
- 2017: BIRTV Award pelo desenvolvimento do sistema de estabilização de câmaras ARRI (artemis) Trinity
- 2025: Academy Scientific and Engineering Award pelo conceito, design e desenvolvimento do sistema Trinity 2[10][11]